# Ceruloplasmine
Ceruloplasmine is het transporteiwit dat in het bloed zorgt voor het transport van koperionen, zoals transferrine zorgt voor het transport van ijzer. 

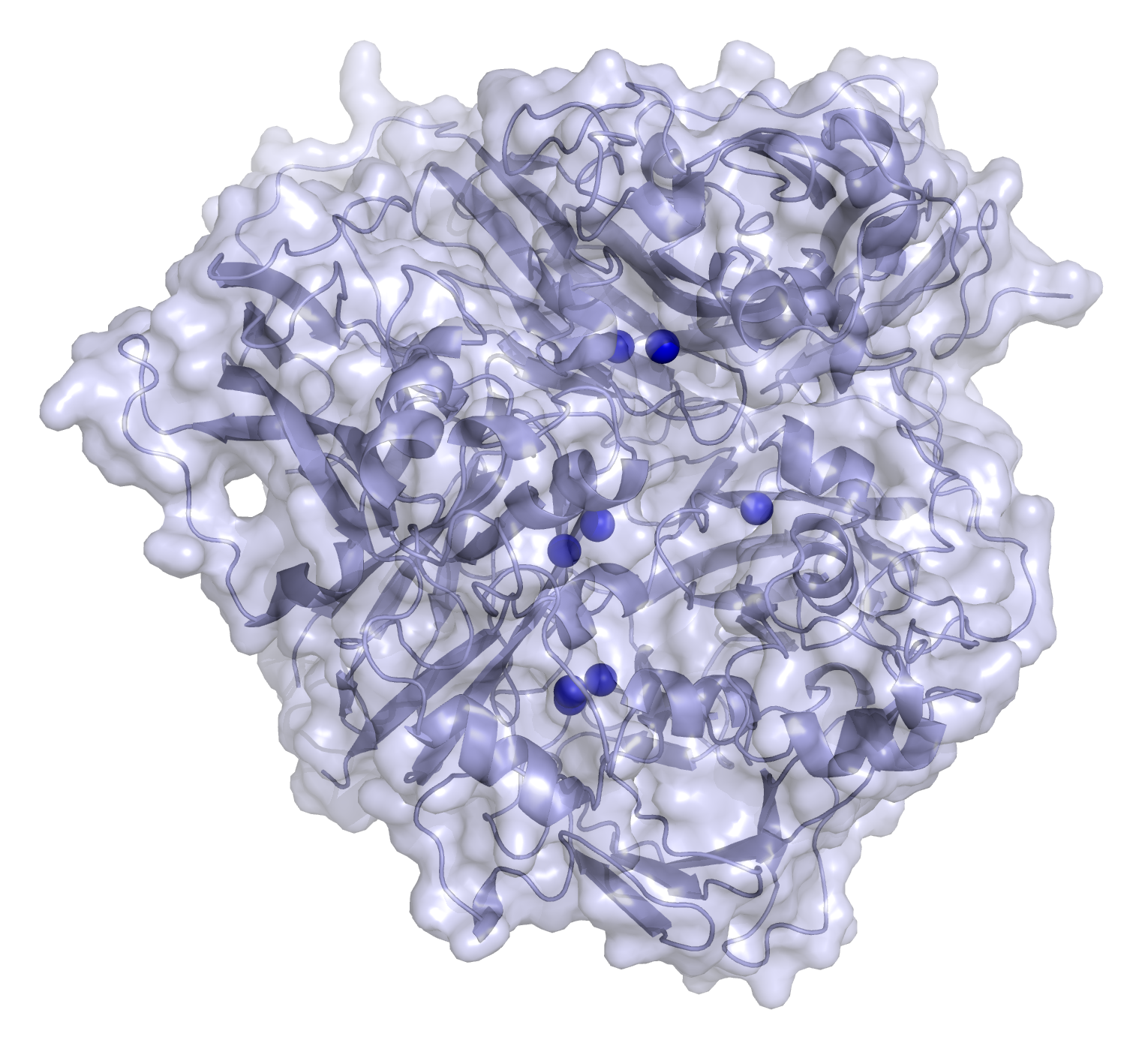
3D-voorstelling van ceruloplasmine met acht koperionen

Ceruloplasmine is een glycoproteïne opgebouwd uit 8 subunits, dat in de lever wordt aangemaakt. De belangrijkste functies van ceruloplasmine zijn:
- transporteiwit voor koper in bloed (6-8 koperionen per ceruloplasmine)
- antioxidatieve bescherming van lipiden
- werking als oxidase (oxidatie van ferro (II) ionen naar ferri (III) ionen, wat de enige vorm is waarin ijzer aan transferrine kan worden gebonden)

In het bloed is ongeveer 95% van het koper gebonden aan ceruloplasmine. Koper wordt vanuit de darm naar de lever getransporteerd en wordt daar opgeslagen. Daarna kan het koper uit de lever worden opgenomen door ceruloplasmine en ter beschikking worden gesteld aan andere organen of het wordt uitgescheiden met de gal.

## Ceruloplasmine in het laboratorium
Ceruloplasmine wordt gemeten bij patiënten bij wie de ziekte van Wilson wordt vermoed. Er wordt dan een verlaagd ceruloplasmine gevonden. Bij de ziekte van Wilson vindt er koperstapeling plaats in verschillende organen.
Stoornissen van het kopermetabolisme zijn uiterst zeldzaam. 